# Фрідріх Август І (король Саксонії)
Фрідріх Август III (нім. Friedrich August III; 23 грудня 1750, Дрезден — 5 травня 1827, Дрезден) — курфюрст саксонський, з 1806 року — король саксонський під ім'ям Фрідріх Август I (нім. Friedrich August I), Великий князь (Герцог) Варшавський (пол. Fryderyk August I) в 1807—1815 роках.
Син Фрідріха Крістіана і Марії Антонії Баварської, дочки імператора Карла VII. Був вихований матір'ю далеко від придворного життя. Фрідріх Август був чоловік почуття, від щирого серця бажав стати в рівень зі своїм покликанням; його любов до правди і справедливості була настільки велика, що він заслужив у народу прізвисько нім. Der Gerechte — Справедливий.